# Inch High, Private Eye
Inch High, Private Eye este un serial animat de 30 de minute făcut pentru diminețile de sâmbătă și produs de Hanna-Barbera Productions. S-a difuzat pe NBC din 8 septembrie 1973 până pe 31 august 1974. Începând din anii 80 acest serial a primit o mare reapariție pe televizoarele din America, și a avut reluări în cadrul programului USA Cartoon Express, pe Cartoon Network (ca parte a programului Mysteries, Inc.) și pe Boomerang. Ca multe seriale Hanna-Barbera din anii 70, acesta a avut o pistă de râs făcută de studio însăși.
În România, serialul a fost difuzat de canalul Boomerang în limba engleză.

## Premis
Personajul principal al serialului este un detectiv (literlamente de mărimea unui țol). De cele mai multe ori acesta cere ajutorul nepoatei sale Lori, prietenul ei musculos Gator și câinele lor Braveheart pentru a rezolva mistere. Principalul lor mijloc de transport este Hushmobilul, o mașină raționalizată care nu face absolut nici un zgomot când este condusă, fiind perfectă pentru urmărirea criminalilor pe ascuns. Inch lucrează pentru Agenția de Detectivi Finkerton, unde șeful (Domnul Finkerton) visează tot timpul la ziua în care îl va concedia.

## Voci
- Lennie Weinrib - Inch High
- Kathy Gori - Lori
- Bob Lutell - Gator
- John Stephenson - Domnul Finkerton
- Jean Vander Pyl - Doamna Finkerton
- Don Messick - Braveheart

## Episoade
1. "Inspect Till Death"
2. "Diamonds Are a Crook's Best Friend"
3. "You Oughta Be in Pictures"
4. "The Smugglers"
5. "Counterfeit Story"
6. "The Mummy's Curse"
7. "The Doll Maker"
8. "Music Maestro"
9. "Dude City"
10. "High Fashion"
11. "The Cat Burglars"
12. "The World's Greatest Animals"
13. "Super Flea"
14. "The Return of Spumoni"

## Legături externe
- Inch High, Private Eye la Internet Movie Database
- Inch High, Private Eye la TV.com